# 清水口
清水口（しみずぐち）は、千葉県白井市の町丁。現行行政地名は清水口一丁目から清水口三丁目。郵便番号270-1435。

## 地理
北は根、北東は七次台、東から南は根、西は大山口に隣接している。

### 地価
住宅地の地価は、2017年（平成29年）1月1日の公示地価によれば、清水口3-19-15の地点で8万9500円/m2となっている。

## 世帯数と人口
2017年（平成29年）10月31日現在の世帯数と人口は以下の通りである。
| 丁目         | 世帯数    | 人口    |
| ------------ | --------- | ------- |
| 清水口一丁目 | 568世帯   | 1,343人 |
| 清水口二丁目 | 826世帯   | 1,744人 |
| 清水口三丁目 | 438世帯   | 1,036人 |
| 計           | 1,832世帯 | 4,123人 |

## 小・中学校の学区
市立小・中学校に通う場合、学区は以下の通りとなる。
| 丁目         | 番地 | 小学校               | 中学校               |
| ------------ | ---- | -------------------- | -------------------- |
| 清水口一丁目 | 全域 | 白井市立清水口小学校 | 白井市立七次台中学校 |
| 清水口二丁目 | 全域 | 白井市立清水口小学校 | 白井市立七次台中学校 |
| 清水口三丁目 | 全域 | 白井市立清水口小学校 | 白井市立七次台中学校 |

## 施設

### 一丁目
- 白井市西白井公民館
- 西白井駅前郵便局

### 二丁目
- 白井市立清水口小学校
- 白井市立清水口保育園
- 七次台第1公園
- 離山児童公園

### 三丁目
- まどか幼稚園
- 三丁目自治会集会所
- 清水口八幡自治会
- 清水口児童公園
- 八幡児童公園

## 交通

### 鉄道
地内に鉄道は通っていない。近隣の根に北総鉄道北総線の西白井駅が置かれており、利用できる。

### 道路
- 国道
  - 国道464号
- 都道府県道
  - 千葉県道191号西白井停車場線